# Arto Kuki
Arto Kuki (* 22. Februar 1976 in Espoo) ist ein ehemaliger finnischer Eishockeyspieler. 

## Karriere
Arto Kuki begann seine Karriere als Eishockeyspieler in seiner Heimatstadt in der Nachwuchsabteilung der Espoo Blues, für deren Profimannschaft er von 1994 bis 2000 in der SM-liiga aktiv war. Anschließend spielte der Center vier Jahre lang für deren Ligarivalen Tappara Tampere. Mit Tappara scheiterte er in den Spielzeiten 2000/01 und 2001/02 jeweils erst im Playoff-Finale, ehe er mit seiner Mannschaft in der Saison 2002/03 im dritten Anlauf Finnischer Meister wurde. Von 2004 bis 2007 stand er für Jokerit Helsinki auf dem Eis, mit dem er 2005 und 2007 ebenfalls das Playoff-Finale erreichte, jedoch erneut mit seinem Team unterlag. Zur Saison 2007/08 kehrte er zu seinem Heimatverein Espoo Blues zurück. Mit der Mannschaft scheiterte er ebenfalls erst im Playoff-Finale, ehe er seine Karriere im Alter von 32 Jahren beendete.  

### International
Für Finnland nahm Kuki im Juniorenbereich an der U18-Junioren-Europameisterschaft 1994 und der U20-Junioren-Weltmeisterschaft 1996 teil. Im Seniorenbereich stand er 2003 und 2004 im Aufgebot seines Landes bei der Euro Hockey Tour. 

## Erfolge und Auszeichnungen
- 2003 Finnischer Meister mit Tappara Tampere